# 해커 윤리
해커 윤리는 해커 문화가 갖는 도덕적 가치관과 철학이다. 해커 윤리는 정보의 접근성, 정보의 자유, 그리고 삶의 질 향상을 요점으로 하는 철학으로, 1950년대에서 1960년대에 매사추세츠 공과대학교(MIT)에서 만들어졌다. 해커 윤리에서는 정보와 데이터의 책임감있는 공유가 모두에게 도움이 됨을 인정한다. 해커 윤리라는 용어는 1984년에 발간된 저널리스트 스티븐 레비의 책, 《해커스: 세상을 바꾼 컴퓨터 천재들》에서 소개되었다. 해커 윤리의 일부는 다른 문서(테드 넬슨의 Computer Lib/Dream Machines (1974) 등)에서도 소개된 적이 있지만, 스티븐 레비가 해커 윤리의 정신과 기여자들을 처음으로 정리하여 문서화하였다.

## 역사
레비는 해킹이 1959년, MIT의 전산실에서 시작되었다고 본다. MIT의 전산실에는 30톤, 9 피트(2.7 m)높이의 초기형 IBM 704 컴퓨터가 있었는데, MIT의 철로모형기술동아리 학생들이 전산실에 잠입해서 한시간가량 프로그래밍을 시도한 것이 초기 해커의 기원이 되었다.
MIT의 그룹은 해킹을 건설적인 목표를 수행하거나 시스템에 개입함에서 오는 즐거움을 느끼기 위해 착수된 프로젝트 또는 만들어진 작품으로 정의하였다. MIT lingo에서 발생한 해킹이라는 용어는 오랜 시간 동안 MIT 학생들이 정기적으로 고안해낸 장난들을 의미했다. 레비는 이러한 맥락에서 해커 윤리를 언급했지만, 오늘날 해커 윤리는 맥락에서 벗어나 인용되는 경우가 많으며, 컴퓨터를 망가뜨리는 해킹을 의미하는 것으로 잘못 이해되거나, 화이트햇 해커의 이상(理想)을 묘사하는 것으로 암시되는 경우가 많다. 그러나 해커 윤리라는 용어는 컴퓨터 보안분야에 국한된 것이 아닌, 광범위한 문제에 대한 것이다.
해커 윤리는 ‘철학, 윤리, 꿈과 함께하는 새로운 생활방식’으로 기술된다. 그러나, 해커 윤리의 요소들은 공개적으로 토론되거나 논의되기 위한 것이 아니며, 암묵적으로 수용되고 동의되어온 것이다.
1980년대 초, 해커 윤리의 추종자로부터 자유 소프트웨어 운동이 발생했다. 스티븐 레비는 자유 소프트웨어 운동의 창시자인 리처드 스톨먼을 ‘마지막 진짜 해커’로 불렀다. 해커 윤리를 진심으로 따르는, 특히 도전 정신이 투철한 현대의 해커들은 보통 자유 소프트웨어 운동의 지지자이다. 왜냐하면 자유 소프트웨어는 해커들이 소스코드를 재사용하거나, 개선시키는 것을 허락하기 때문이다.

리처드 스톨만은 다음과 같이 말했다.
해커 윤리는 이 공동체(해커)의 사람들이 갖고 있는 옳고 그름에 대한 느낌입니다. 지식은 반드시 지식으로부터 이익을 얻을 수 있는 다른 사람과 공유되어야하고, 중요한 자원은 반드시 낭비되기보다 이용되어야 합니다.
그리고 더 자세하게, 해킹과 윤리는 별개의 문제라고 말했다.
누군가가 해킹을 즐긴다고 해서 다른 사람들을 올바르게 대우하는 윤리적 책임을 가지고 있는 것은 아닙니다. 어떤 해커는 윤리를 중요시하지만—예를 들어 제가 그렇습니다.—해커라고 모두 그런 것은 아니고, 별개의 특성입니다. [...] 해킹은 주로 윤리적인 문제에 관한 것이 아닙니다. [...] 어떤 경우에 해킹은 많은 해커들을 윤리적인 문제에 대해 생각하게 합니다. 나는 해킹과 윤리적인 관점 사이의 연결을 부정하고 싶지 않습니다.

## 해커 윤리
책 《해커스》의 서문에서, 저자 레비는 해커 윤리의 일반적인 신조(원리)를 다음과 같이 요약하였다.
- 공유(Sharing)
- 개방(Openness)
- 탈중앙화(분권, Decentralization)
- 자유로운 컴퓨터 접근(Free access to computers)
- 세계 개선(사회의 일원으로서, 민주주의와 기본적인 법질서의 수호)

이러한 원리에 더하여, 레비는 책의 2장, 〈해커 윤리〉에서 구체적인 해커 윤리와 믿음에 대해 다음과 같이 설명하였다.
컴퓨터에 대한 접근은—그리고 세상이 작동하는 방법을 가르쳐줄 수 있는 그 어떠한 것에 대한 접근은—제한이 없어야 하고 총체적이어야한다. 항상 도전자에게 양보되어야한다!
레비는 해커가 기존의 아이디어와 시스템을 배우고 구축할 수 있는 능력에 대해 자세히 언급하였다. 레비는 접근을 통해 해커들이 분석하고, 고치고, 개선시키면서 어떻게 작동하는지 배우고 이해할 기회를 준다고 생각했다. 이러한 과정은 해커들에게 새롭고 흥미로운 것들을 만들 지식을 준다. 접근은 기술의 확장을 돕는다.
모든 정보는 자유로워야한다.
정보는 해커가 고치고, 개선하고, 재발명하기 위해 자유롭게 제공되어야 하며 이는 접근의 원리와 직접적으로 연관된다. 자유로운 정보의 교환은 전반적으로 더 큰 창의성을 불러일으킨다. 해커의 관점에서는 어떠한 시스템이라도 정보가 쉽게 이동할 수 있게 해줌으로써 이익을 얻을 수 있다. 이는 사회과학에서 투명성이라는 개념으로 알려져있다. 스톨만이 언급한 "자유"라는 용어는 값을 지불하지 않는 제한이 없는 접근을 의미한다.
권위를 신봉하지 않는다—탈중앙화를 촉진시킨다.
정보의 자유로운 교환을 위한 가장 좋은 방법은, 정보와 해커 사이의 경계가 없고 지식과 개선을 위한 과제를 수행하는데 필요한 장비와 인터넷에 연결된 시간을 가질 수 있는 열린 환경을 만드는 것이다. 해커들은 회사, 정부, 또는 대학과 같은 관료주의를 문제가 있는 시스템이라고 생각한다.
해커는 해킹 실력으로만 판단될 뿐, 학위, 나이, 인종, 성별, 지위와 같은 기준으로 판단되지 않는다.
해커 윤리에는 성과에 대한 존중 아래 피상적인 가치는 모두 무시되는 능력주의가 내재되어있다. 레비는 나이, 성별, 인종, 지위, 그리고 해커 공동체와 관련 없는 다른 집단에서의 인정과 같은 기준들을 명시했다. 해커의 기술만이 해커 집단에서 수용될 수 있는 유일한 기준이다. 이러한 문화는 해커 집단이 해킹과 소프트웨어 개발 실력을 발전하게 만든다.
당신은 컴퓨터로 예술과 미를 창조할 수 있다.
해커들은 복잡한 문제를 간단한 지시로 해결하게 해주는 프로그래밍 기술을 아름다워한다. 프로그램의 코드는 그 자체의 아름다움을 가지고 있으며, 조심스럽게 설계된 교묘한 배치를 갖는다. 초기 해커들은 최소한의 공간으로 프로그램을 제작하는 것이 하나의 게임이 될 수 있음을 알게 되었다.
컴퓨터는 당신의 인생을 더 좋게 바꿀 수 있다.
해커들은 컴퓨터가 삶을 풍요롭게 하고, 삶에 초점을 맞추게 하고, 삶을 모험으로 만드는 것을 느꼈다. 해커들은 컴퓨터를 자신이 통제할 수 있는 알라딘의 램프로 생각한다. 해커들은 사회의 모든 사람들은 컴퓨터의 힘을 통해서 이익을 얻을 수 있을 것이고, 해커의 방식으로 모두가 소통하면 해커 윤리는 사회와 컴퓨터로 퍼져나가 세상을 개선시킬 것이라고 믿는다. 해커들은 끝없이 꿈을 현실로 바꾸는데 성공해왔다. 해커들은 "컴퓨터를 통해 제한 없는 세계가 열린다"는 것을 사회에 알리고 싶어한다.(레비 230:1984)

### 공유
1970년대에 현대적 컴퓨팅이 시작되면서, 컴퓨터 사용들 사이에는 유롭게 공유하고, 협업한다는 철학이 일반적이었다. 소스코드를 포함한 소프트웨어는 컴퓨터를 사용하는 사람들에게 일반적으로 공유되었다. 대부분의 기업은 하드웨어 판매를 바탕으로 한 사업 모델을 가지고 있었고, 관련된 소프트웨어는 무료로 제공하였다. 레비의 설명에 따르자면, 공유는 규범이었고, 비조직적인 해커문화였다. 공유의 원리는 정보의 이동이 자유롭고 자료들에 쉽게 접근할 수 있었던 MIT 문화에 뿌리를 둔다. 컴퓨터와 프로그래밍의 초기에, MIT의 해커들은 컴퓨터 프로그램을 개발하고, 다른 사용자와 나누었다.
만약 어떤 핵이 특히 좋다고 여겨지면, 그 프로그램은 컴퓨터와 가까이 있는 게시판에 붙여지게 된다. 그 프로그램으로부터 개선되고 개발된 다른 프로그램은 모든 해커들이 볼 수 있도록 테이프에 저장되었고 프로그램들의 서랍장에 추가되었다. 언제라도 동료 해커는 서랍장에 접근해서 프로그램을 뽑아서 보고, 더 좋게 만들기 위해 추가하거나 "망칠(bumming)"수 있었다. 망치는것은 코드를 간결하게 만들어 적은 명령으로 수행되게 하고, 귀중한 메모리를 절약하게 만드는 과정으로 여겨졌다.
다음 세대에서 해커들은 해커들 뿐만 아니라 일반 대중들과도 프로그램을 공유하였다. 일반 대중들과 컴퓨터를 나누는 해커 조직은 커뮤니티 메모리로 불렸다.이 해커 집단과 이상주의자들은 컴퓨터를 모두가 쓸 수 있는 것으로 만들었다. 레오폴드의 기록 밖의 첫번째 커뮤니티 컴퓨터는 캘리포니아주 버클리에 있었다.
밥 알브레트(Bob Albrecht)는 자원을 공유하는 비영리 조직 사람들의 컴퓨터 회사(PCC, People's Computer Company)를 설립하였다. PCC는 누구나 한시간에 50센트로 컴퓨터를 사용할 수 있는 컴퓨터 센터를 열었다.
두번째 세대의 공유는 자유롭고 열려있는 소프트웨어 경쟁에 기여하였다. 사실, 앨테어를 위한 BASIC의 빌게이츠 버전은 해커 공동체에서 공유될 때, 빌게이츠는 소수만이 대가를 지불했기 때문에 많은 금전적 손해를 보았다고 토로하였다. 결과적으로, 게이츠는 애호가들에게 쓰는 열린 편지를 쓰게 되었다. 이 편지는 몇몇 컴퓨터 잡지와 뉴스레터에 실렸으며, 특히, 공유가 잦았던 홈브루 컴퓨터 클럽에 보내졌다.

### 도전정신(Hands-On Imperative)
해커 윤리의 많은 원칙와 교리는 도전정신이라는 공통의 목표에 기여한다. 레비가 2장에서 제시한 바와 같이, "해커들은 새롭고 흥미로운 것들을 만들기 위해 시스템에 대해—특히, 세상에 대해—필수적으로 분해해보고, 어떻게 작동하는지 보며 배워야한다고 생각한다."
도전이 이루어지기 위해서는 지식의 공유, 열린 정보, 정에 대한 자유로운 접근이 필요하다. 진짜 해커는 도전이 제한된다면, 어떻게든 정당화해서 개선하기위한 도전을 이어나갈 것이다. 이러한 원칙이 없더라도, 해커들은 문제를 해결하려 할 것이다. 예를 들어, MIT의 컴퓨터가 보안 속에 있을 때 해커들은 기계에 접근하기 위해 체계적으로 해결하였다. 해커들은 완벽을 추구하기 위해 "의도적인 실명"을 추구하였다.
이러한 행동은 본디 나쁜 것이 아니다. MIT 해커들은 시스템이나 사용자들에게 해를 끼치지 않았다. This이러한 점은 대중매체가 만들어낸, 보안 시스템을 부수고 정보를 탈취하는 사이버 반달리즘을 행하는 현대 해커의 이미지와 대조된다.

### 공동체와 협업
해커와 그들의 작업 과정에 한 저술을 통해 공동체의 와 협업을 볼 수 있다. 예를 들어, 레비의 해커에서, 각 세대의 해커들은 지리적으로 가까운 공동체에서 협업과 공유를 했다. MIT의 해커의 경우, 공동체는 컴퓨터가 동작하고 있는 연구실이었다. 하드웨어 해커(두번째 세대)와 게임 해커(세번째 세대)의 경우 실리콘밸리의 홈브루 컴퓨터 클럽과 사람들의 컴퓨터 회사가 해커들의 교류와 협업, 작업을 공유하는 역할을 했다.

공동체와 협업에 대한 개념은 지역을 넘어서 협업할 수 있는 오늘날에도 유효하다. 오늘날의 협업은 인터넷을 통해 진행된다. 에릭 레이먼드는 협업 과정의 변화를 성당과 시장에서 다음과 같이설 명하였다.
싼 가격에 인터넷을 이용할 수 있게 되기 전에는 지리적으로 좁은 지역에서 공동체가 자리잡고 있었고, 그 공동체의 문화는 와인버그의 ``자아를 내세우지 않는'' 프로그래밍이 장려되었으며 개발자들은 쉽게 많은 사람들, 숙련된 훈수꾼들과 공동개발자들을 끌어들일 수 있었다. 벨 연구소, MIT 인공지능 연구소, UC 버클리 -- 이곳이 바로 전설적인 혁신들이 일어난 곳이고, 여전히 그런 잠재력을 가지고 있는 곳이다.
레이먼드는 리눅스의 성공이 월드 와이드 웹의 범용성에서 온 것이라는 말을 남겼다. 공동체의 가치는 오늘날에도 여전히 사용되는 중요한 가치이다.

## 레비의 "진짜 해커"
레비는 해커 윤리에 큰 영향을 받은 "진짜 해커들"을 공인하였다. 잘 알려진 "진짜 해커"에는 다음과 같은 사람들이 있다.
- 빌 가스퍼(Bill Gosper): 수학자 및 해커
- 리처드 그린블랏(Richard Greenblatt): 프로그래머 및 초기 리스프 머신의 기획자
- 존 매카시: MIT 인공지능연구소와 스탠포드 AI 실험실의 공동 창립자
- 주드 밀런(Jude Milhon): Founder of the c싸이퍼펑크(cypherpunk)운동의 창시자, Mondo 2000의 수석 편집자, 커뮤니티 메모리의 공동 창립자
- 리처드 스톨먼: GNU, Emacs,  자유 소프트웨어 운동등으로 유명한 프로그래머 및 운동가

레비는 또한 "하드웨어 해커"("두번째 세대"로서, 실리콘밸리의 중심에 있다.)와 "게임 해커"(또는 "세번째 세대")도 공인하였다. 레비에 따르자면, 해커의 세 세대는 해커 윤리를 구체화하였다. 레비의 "두번째 세대" 해커들은 다음과 같다.
- 스티브 돔피어(Steve Dompier): 홈브루 컴퓨터 클럽의 부원이자 초기의 앨테어 8800과 일한 해커
- 존 드레이퍼: 컴퓨터 프로그래밍 분야의 전설적인 인물. 최초의 문서 편집기 EasyWriter를 만들었다.
- 리 펠슨스타인(Lee Felsenstein): 하드웨어 해커 및 커뮤니티 메모리와 홈브루 컴퓨터 클럽의 공동 창립자, Sol-20 컴퓨터의 디자이너
- 밥 마쉬(Bob Marsh): Sol-20 컴퓨터의 디자이너
- 프레드 무어(Fred Moore): 활동가 및 홈브루 컴퓨터 클럽의 창립자
- 스티브 워즈니악: 애플의 창립자 가운데 한 사람.

레비의 "세번째 세대" 해커들은 다음과 같다.
- 존 해리스(John Harris): 온라인 시스템즈(On-Line Systems)에 고용된 첫 프로그래머 가운데 하나(온라인 시스템즈는 나중에 시에라 엔터테인먼트가 된다.)
- 켄 윌리엄(Ken Williams): IBM에서 일한 뒤 아내인 로베르타(Roberta)와 같이 온라인 시스템즈를 창립하였다. 온라인 시스템즈는 나중에 시에라로 큰 명성을 얻는다.

## 윤리적인 해킹에 대한 교육
디지털 시대의 도래와 기술에 대한 사람들의 믿음을 바탕으로 해커들은 사람들에 대한 정보를 전보다 더 많이 얻을 수 있게 되었다. 이러한 상황과 싸우기 위한 방법 가운데 하나는 학생들에게 화이트햇 해커로 불리기 위한 해킹 방법을 가르쳐주는 것이다. 화이트햇 해커는 다른 사람이나 사람들이 의존하고 있는 시스템에 금지된 위해를 가하지 않기 위한 윤리적인 기준을 따른다. 그들의 노력을 통해, 그들은 악의적인 공격을 막을 수 있는 능력을 얻게 되었다. 윤리적인 해킹에 대한 운동은 로프트(L0pht)와 게토해커스와 같은 다른 프로그램들을 통해 조명되었다. 그리고 이러한 과정은 대학교 수준의 커리큘럼에 포함되었다.

### 블랙햇 해킹을 줄임
보안 연구자및 응용프로그램 보안 개발자 조 저바이스(Joe Gervais)는 지적 호기심이 충만한 학생들이 그들의 행동에 따른 윤리적 반향을 고려하지 않는다는 것을 지적했다. 또한, 그는 다른 분야의 영재들을 위한 수업은 많지만, 젊은 해커가 가질 수 있는 호기심을 해결할 수 있는 교육과정이 없다는 것을 지적했다.
해킹 교육과정은 젊은 해커들에게 도덕적인 나침반을 만들어줄 수 있다. 젊은 해커들은 컴퓨터를 알고싶어하는 욕망을 충족시켜줄 수 있는 건설적인 환경을 필요로 한다. 이러한 수업을 통해 학생들은 자신이 관심있는 분야를 찾을 수 있고, 침범하면 안되는 윤리적인 경계에 대해 이해할 수 있다. 이러한 전반적인 분야에 대한 교육을 통해 블랙햇 해커를 막을 수 있다.

### 화이트 햇 해킹을 장려함
사이버 보안 전문가는 부족한 것으로 보인다. 하지만 악의적인 공격으로부터 시스템을 방어하기 위한 커리큘럼 또한 없는 것으로 보인다. 제대로 된 해킹을 가르치는 것은 공격을 방어할 수 있는 해커의 수요와 공급 사이의 격차를 줄이기 위한 방법이다. 레이캬비크 대학교의 이미르 빅퓨슨 교수는 학생들에게 해킹에 대해 가르쳐야한다고 강력하게 주장하는 사람 가운데 하나이다. 이미르 교수는 해킹을 가르치는 것이 컴퓨터 보안에 대해 더 잘 이해할 수 있게 한다는 점을 지적했다.

## 다른 설명
2001년 핀란드의 철학자 페카 히마넨(Pekka Himanen)은 신교도 윤리(Protestant work ethic)에 반대하여 해커 윤리를 촉구하였다. 히마넨은 해커 윤리가 플라톤과 아리스토텔레스의 기록에서 볼 수 있는 덕 윤리와 비슷하다고 주장하였다. 히마넨은 이러한 생각을 《해커윤리와 정보화 시대의 정신》이라는 책에서 설명했는데, 이 책의 서문은 리누스 토르발스가, 발문은 마누엘 카스텔이 썼다.
이 글에서, 저자는 해커 윤리의 중심에 열정, 노력, 창의성과 소프트웨어를 만드는 즐거움이 존재한다고 기술하였다.
해커 윤리는 넓은 맥락에서 자유주의 또는 아나키즘과 연관될 수 있다.

## 같이 보기
- 핵 (매사추세츠 공과대학)
- Hacker (programmer subculture)
- 해커
- 핵티비즘
- 철로모형기술동아리
- 성당과 시장
- 자유 소프트웨어 운동

## 참고 자료
- Himanen, Pekka (2001). 《The Hacker Ethic and the Spirit of the Information Age》. New York: Random House. ISBN 0375505660. OCLC 45393052.
- Levy, Steven (2001). 《Hackers: Heroes of the Computer Revolution》 updat판. New York: Penguin Books. ISBN 0141000511. OCLC 47216793.

## 추가 자료
- Weinberg, Gerald M. (1998–2001). 《The psychology of computer programming》 Silver anniversary판. New York: Dorset House Publ. ISBN 978-0-932633-42-2.